# Fusconaia ozarkensis
Fusconaia ozarkensis är en musselart som först beskrevs av Call 1887.  Fusconaia ozarkensis ingår i släktet Fusconaia och familjen målarmusslor. IUCN kategoriserar arten globalt som livskraftig. Inga underarter finns listade i Catalogue of Life.